# 大塩平八郎の乱

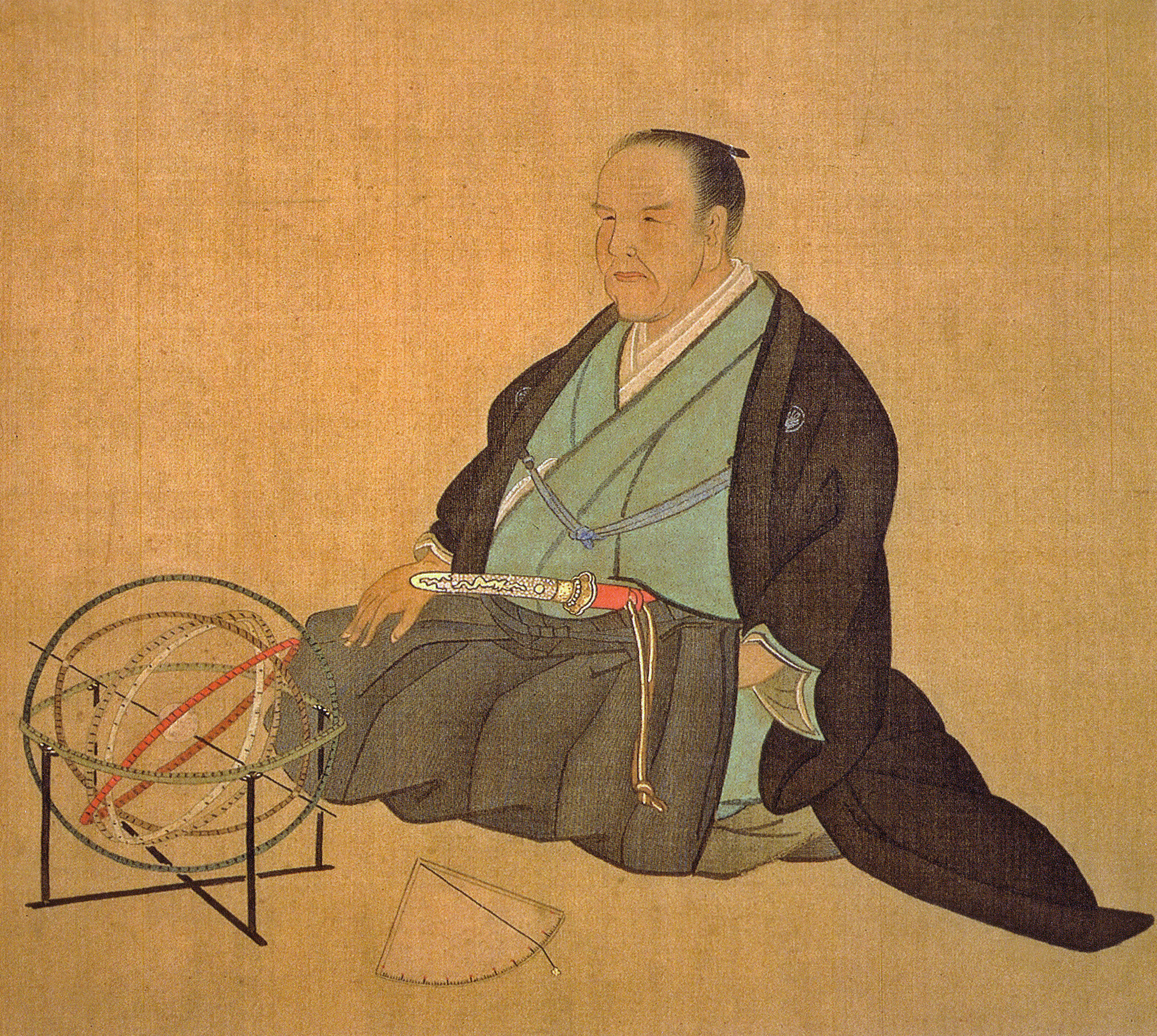
大塩平八郎

大塩平八郎の乱（おおしおへいはちろうのらん）は、江戸時代の天保8年（1837年）に、大坂（現・大阪市）で大坂町奉行所の元与力大塩平八郎（中斎）とその門人らが起こした江戸幕府に対する反乱である。大塩の乱あるいは大塩事件とも言う。

## 経緯

### 背景
前年の天保7年（1836年）までの天保の大飢饉により、各地で百姓一揆が多発していた。大坂でも米不足が起こり、大坂東町奉行の元与力であり陽明学者でもある大塩平八郎、奉行所に対して民衆の救援を提言したが拒否され、仕方なく自らの蔵書5万冊を全て売却し、得た資金を持って救済に当たっていた。
そのような世情であるにもかかわらず、大坂町奉行の跡部良弼（老中水野忠邦の実弟）は大坂の窮状を省みず、豪商の北風家から購入した米を新将軍徳川家慶就任の儀式のため江戸へ廻送していた。このような情勢の下、利を求めてさらに米の買い占めを図っていた豪商に対して平八郎らの怒りも募り、武装蜂起に備えて家財を売却し、家族を離縁した上で、大砲などの火器や焙烙玉（爆薬）を整えた。一揆の際の制圧のためとして私塾の師弟に軍事訓練を施し、「豪商らに対して天誅を加えるべし」と自らの門下生と近郷の農民に檄文を回し、金1朱と交換できる施行札を大坂市中と近在の村に配布し、天満で火災が発生したなら駆けつけるよう決起の檄文（外部リンク「大塩平八郎決起の檄文」参照）で参加を呼びかけた。
一方で、大坂町奉行所の不正、役人の汚職などを訴える手紙を書き上げ、これを江戸の幕閣に送った。慣例に従って、新任の西町奉行堀利堅が東町奉行の跡部と連れ立って市内巡検を行うことになり、天満地区巡察の2月19日を決起の日と決め、同日に大塩邸近隣の与力役宅で休憩をとっている最中に両者を砲撃で襲撃、爆死させる計画を立てた。決起計画は、前年12月中に主要門人に告げられた。門人たちは皆唖然とし、数人は思いとどまるよう大塩を必死に説得したが大塩が耳を傾けることはなかった。また、計画を打ち明けられたが、賛同できずに大塩と距離を取り始めて乱に不参加であった門人も多かった。
しかし実際には、天保4年（1833年）から天保8年にかけて、大坂町奉行は積極的な米価対策を実施し、堂島米取引不正禁止令、堂島米相場抑制令、入津米増加令、他所他国売禁止令、市中小売米価引き下げ令、官米払下げと施行の実施、民間施行の実施など、取ることができる対策のほとんどを取り、その結果、大坂市中の飯米維持政策はかなりの程度実効性をもったといわれている。しかしそれでも限界があり、米不足は深刻化し、その結果大塩の乱が起こった。一方、江戸への米の回送は、米不足に苦しむ江戸の住民の食料の確保のために行ったという見方もある。しかし大坂の米不足の深刻化に伴い、跡部の態度は変わり、天保7年（1836年）11月29日に出た江戸廻米推進令に対しては、大坂の米が大量に流出しないようにする措置を取り、また江戸町奉行の命令で大坂に米を買い付けに来た江戸商人に対しては、協力拒否の姿勢を取っている。

### 決起
決起直前になって町目付平山助次郎が離反し、2月17日夜、東町奉行跡部良弼に決起計画と参加者を密告した。跡部は参加予定者に少なからず奉行所の役人がいることに驚き、平山を江戸の勘定奉行矢部定謙への報告の使者として向かわせた。平山は乱鎮圧後の29日に江戸に到着し矢部に報告したが、身柄を拘束され取り調べを受けた。平山は翌年6月に監視人のすきを捉え自決した。
東町奉行跡部は西町奉行堀と相談し、大塩を捕縛する準備を進めたが、大塩門弟の部下から「何かの間違いで自分が真意を確かめてくるので待っていてほしい」と懇願されて捕縛は延期された。しかし、19日早朝に相次いで数名の大塩の門弟決起参加者が東町奉行所に檄文を持参して決起計画を通報してきた。大塩の決起が本当であると確信した堀は、大塩門弟で決起参加者の奉行所与力瀬田済之助、小泉淵次郎が泊り番として奉行所にいたことから2名を捕縛しようとした。しかし両名は逃亡を図り、小泉は惨殺されたが瀬田は大塩邸に逃げ込んだ。計画が奉行所に察知されたことを知った大塩は計画を変更し2月19日（3月25日）の朝、自らの屋敷に火をかけ決起した。
堀から報告を受けた大坂城代土井利位（古河藩主）は、大塩の母方の伯父である与力大西与五郎に使者を送り「大塩に腹を切るよう説得しろ。それに応じないなら刺し違えろ。」と命じた。しかし与五郎は病気療養中であったので、養子の善之進が代わりに大塩邸に向かった。ところが、すでに大塩は決起しており急ぎ戻って与五郎と相談し、「謀反人の親族では咎がある」と西宮まで逃げたが、刀を捨て身をやつして大坂に戻ったところを捕縛された。後に与五郎は遠島、善之進は中追放になった。
天満橋（現大阪市北区）の大塩邸を発った大塩一党は、難波橋を渡り、北船場で三井呉服店（三井グループ）や鴻池屋などの豪商を襲い、近郷の農民と引っ張り込まれた大坂町民とで総勢300人ほどの勢力となった。彼らは「救民」の旗を掲げて船場の豪商家に大砲や火矢を放ったが、いたずらに火災（大塩焼け）が大きくなるばかりであった。大塩勢と奉行所の部隊は内平野町で衝突したが、たちまち奉行所側に蹴散らされて四散した。次いで淡路町近辺でも両勢が衝突したが、大塩勢は壊滅し、決起はわずか半日で鎮圧された。大塩勢の戦死者は3名、巻き込まれて死亡した者15名に対し奉行所側は負傷者すらいなかった。
城代は在阪大名家や近隣各藩に出陣を要請し、市内や郊外において大掛かりな検問を行った。
大塩焼けは20日には鎮火したが被害状況は、『浮世の有様』などの史料によれば、天満を中心とした大坂市中の5分の1が焼失し、当時の大坂の人口約36万人の5分の1に当たる7万人程度が焼け出され、焼死者は少なくとも270人以上であり、その後の餓死者や病死者を含めるとそれ以上だといわれている。
大塩は養子・格之助と共におよそ40日余り、大坂近郊各所に潜伏した。せめて先に江戸に送った建議書が幕府に届くことを期待したのである。だが建議書は江戸に届いたものの、大坂町奉行所が発した差し戻し命令のため発送先に届けられず、大坂へと差し戻しの途中、箱根の関で発見され、押収されてしまう。
失意のまま大坂に舞い戻った大塩は、以前から大塩家に出入りしていた商人美吉屋五郎兵衛の店（現西区靱油掛町付近）に押しかけ匿われたが、当家の女中が帰郷した折「五郎兵衛夫妻が神棚へのお供えとして2名分の食事を用意するが、全て食べられた状態で下げられるのは不思議だ」と漏らしたのを聞きとがめた村役人が、領主である大坂城代土井利位の古河藩陣屋に通報して露見した。3月27日早朝、土井とその家老鷹見泉石らの率いる探索方に潜伏先を包囲された末、火薬を使って火を放ち自決した。直ちに火が消されたが、そこには二体の黒焦げ死体があるだけだった。遺体は顔の判別も不可能な状態であったと伝わる。大塩と格之助の死体は牢獄が焼失していたため高原溜に送られて塩漬けにされた。逃亡した他の決起参加者もことごとく捕縛されるか自決し、高原溜に護送された。勾留環境は過酷を極め、処分決定時まで生きていた決起首謀者は、門弟で同心であった竹上万太郎だけであった。死亡した決起参加者の遺体は塩漬けにされ保存された。
重大事件であり、参加者も多かったことから、大坂町奉行所で審問、調書作成を行ったものを江戸に上申しやり取りするなど手間がかかり、処分は事件発生翌年の天保9年8月にようやく決定した。
主な者の処分だけで、大塩以下18名の塩漬け死体と竹上万太郎の合計19名が引廻しの後飛田刑場で磔、美吉屋五郎兵衛以下11名が引廻しの上打首獄門、3名が死罪、大塩の近親者ら4名が遠島、3名が中追放となった。
また、城代土井利位は美濃国兼定の刀を将軍から拝領するなど、鎮圧に功があった者への褒賞も同時に発表された。

### 事後
大塩の挙兵自体は半日で鎮圧され失敗に終わったが、幕府の元役人だった大塩が、大坂という重要な直轄地で反乱を起こしたことは、幕府・大名から庶民に至るまで、世間に大きな衝撃を与えた。
大塩の発した檄文は庶民の手で、取締りをかいくぐって筆写により全国に伝えられ、越後国では国学者の生田万が柏崎の代官所を襲撃する乱（生田万の乱）を起こしている。その檄文は寺子屋の習字の手本にされたほどだった。また、摂津国能勢では山田屋大助が一揆を起こし、数日にわたり付近を揺るがした（能勢騒動）。
この事件を境に、先述の生田万の乱を始め全国で同様の乱が頻発し、その首謀者たちは「大塩門弟」「大塩残党」などと称した。また、最期の状況から「大塩はまだ生きている」「海外に逃亡した」という風説が流れた。身の危険を案じた大坂町奉行が市中巡察を中止したり、また同年アメリカのモリソン号が日本沿岸に侵入していたことと絡めて「大塩と黒船が江戸を襲撃する」という説まで流れた。これに、大塩一党の（遺体の）磔刑をいまだ行っていなかったことが噂に拍車をかけた。
幕府としても、叛徒が元役人で武士でもあり、遺体の状況をも鑑みた上での処置であったと考えられるが、そのため余計に生存説が拡大してしまった。仕方なく幕府は、事件1年後に磔を行うが、それは「塩漬け保存されていた遺体が十数体磔にされる」という異様な光景だった。しかも大塩親子は焼身自殺していたため、焼け崩れて塩漬けにされた遺体を目視で真贋判断などできるわけもなく、さらに生存説に拍車をかけることとなった。
また、大坂が都に近いということで、2月25日に京都所司代松平信順から光格上皇および仁孝天皇に対して事件の報告が行われ、以後大塩の死亡までたびたび捜索の状況が幕府から朝廷に報告された。一方、朝廷からは諸社に対して豊作祈願の祈祷が命じられ、また朝廷の命により幕府がその費用を捻出している。尊号一件などで大政委任を盾に朝廷に対して強硬な姿勢を示していた幕府が朝廷の命令をそのまま認めたことは、幕府の権威が下がり、朝廷の権威が上昇していく兆しと見ることができる。
大塩の挙兵は実録本の題材となり、数多くの写本が作成されて流布した。その内容は、大塩の先祖を今川家と設定したり、仙石騒動の首謀者仙石左京との交流を描いたりするなど、様々な脚色が成されたものである。その内容は明治時代の刊行物にも継承されたことが確認されている。

## 備考
- 大塩が幕閣に送りつけた建議書の中には、文政12年（1829年）から翌年にかけて行われていた、与力弓削新右衛門らを仲介者とした武家無尽に関する告発が書かれていた。武家およびその家臣が無尽に関与することは禁じられていた（『御仕置例類集』第一輯）が、財政難で苦しむ諸藩は自領内や大都市で無尽を行って莫大な利益を得ていた。大塩は大坂で行われていた不法無尽を捜査した際にこの事実を告発したが、無尽を行っていた大名たちの中には幕閣の要人も多くおり、彼らはその証拠を隠蔽して捜査を中断させた。大塩はその隠蔽の事実を追及したのである。大塩が告発した中には、水野忠邦や大久保忠真ら、事件当時の現職老中4名も含まれていた[7]。
- 建議書が箱根で押収されたことには、皮肉にも当時の社会の腐敗が飛脚にまでおよんでいたことが背景にあった。大塩の告発状が入った書簡を江戸に運んでいた飛脚は、その中に金品が入っていると思って箱根の山中にて書簡を開封し、金品がないと知るや書簡ごと道中に放り捨ててしまっていた。それを拾った者によって、書簡が韮山代官江川英龍の元に届けられ、内容の重大性に気付いた江川が箱根関に通報した、というのが顛末であった。さらに3月、今度は幕府から朝廷に対して大塩追跡の状況を知らせた文書が、同じ箱根山中で同様の被害に遭い、事情を知った関白鷹司政通が武家伝奏徳大寺実堅を通じて京都所司代に対して抗議したことが、同じ武家伝奏の日野資愛の日記に記されている（ただし、資愛自身は事件当時は江戸下向中で、帰京後に聞いた話を記したものである）[8]。